# Fußball in Südafrika
Fußball ist in Südafrika eine der populärsten Sportarten. Rugby und Cricket zählen auch zu den beliebtesten Sportarten. Südafrika war Ausrichter der Fußball-Weltmeisterschaft 2010.

## Geschichte
Britische Siedler brachten um 1860 Fußball nach Südafrika, zuerst in die Provinzen der Cape Colony nach Port Elizabeth und Kapstadt. Begünstigt wurde die Entwicklung des Fußballsports durch die in Südafrika stationierten britischen Soldaten. Der erste Klub, Pietermaritzburg County FC, wurde 1879 gegründet. Am 17. Juni 1882 gründeten vier Vereine den Fußballverband von Natal (Natal Football Association), dieser ist, mit dem ebenfalls in diesem Jahr gegründeten Fußballverband von New South Wales (Australien), der erste Fußballverband der außerhalb von Großbritannien gebildet wurde. Im gleichen Jahr wurde der erste Fußball-Wettbewerb auf dem afrikanischen Kontinent ausgetragen, der Natal Challenge Cup (Sieger: Natal Wasps FC Durban). 1891 wurde durch den Fußballverband der Westkapprovinz (Western Province FA) die erste Fußball-Liga, die Senior League (Sieger: Royal Artillery Cape Town), eingerichtet. Ein Jahr später, 1892, wurde der erste nationale Wettbewerb ins Leben gerufen. In Kimberley, in der Griqualand West Province, wird erstmals um den Currie Cup (benannt nach dem Pokalstifter Sir Donald Currie) gespielt. Beteiligt waren die Auswahlmannschaften der verschiedenen südafrikanischen Provinzen (Sieger: Western Province).
Durch die ganze Geschichte des südafrikanischen Fußballs lässt sich feststellen, dass Fußball immer der Sport der schwarzen Bevölkerungsgruppe war, während sich die weiße Oberschicht dem Rugby zuwendete.

## Verband
1892 wurde der südafrikanische Fußballverband (South African Football Association/SAFA) gegründet. Im Jahr 1896 waren alle südafrikanischen Provinzen mit ihren Verbänden Mitglied im südafrikanischen Dachverband. Der Verband, in dem nur Weiße vertreten sein durften, wurde Mitglied des englischen Fußballverbandes. Als 1910 die Südafrikanische Union gegründet wurde, wird die SAFA eigenständiges Mitglied in der FIFA. Diese Mitgliedschaft dauerte bis 1926. Auslöser des Austritts war der britische Protest gegen die FIFA-Politik, auf Grund dessen alle britischen Verbände aus der FIFA austraten; 1952 kehrte Südafrika wieder in die FIFA zurück. Als bald darauf mit der für alle Bevölkerungsgruppen offenen South African Soccer Federation ein Konkurrenzverband zur SAFA entstand, sprach sich Anfang 1956 eine hochkarätig besetzte FIFA-Delegation unter Leitung Karel Lotsys für die die Apartheid unterstützende SAFA und gegen die SASF aus, um das Prinzip „Ein Land, ein Verband“ durchzusetzen und mit der merkwürdigen Begründung, dass die SASF nicht den südafrikanischen Fußball abdecke, weil keine weißen Vereine vertreten seien. Am 16. Juli 1976 wurde die SAFA aber wieder ausgeschlossen, nachdem Südafrika schon 1964 wegen seiner Rassenpolitik suspendiert worden war. 1970 wurde als Konkurrenzverband die Football Association of South Africa (FASA) gegründet, die die Interessen der schwarzen Mehrheit vertrat. 1992 wurde Südafrika erneut in die FIFA aufgenommen und 1994 die Fusion der beiden „weißen“ und „schwarzen“ Verbände offiziell vorgenommen.

## Nationalmannschaft
Siehe Hauptartikel: Südafrikanische Fußballnationalmannschaft.
Schon 1906 tourte die Auswahl Südafrikas durch Südamerika und bestritt Spiele in Brasilien, Uruguay und Argentinien. Die Begegnungen waren zwar teilweise Spiele gegen Auswahlmannschaften (z. B. Liga-Auswahl, Regional-Auswahl), wurden von diesen Ländern aber nie als offizielle Länderspiele geführt. Das erste offizielle Länderspiel fand am 2. November 1924 in Amsterdam gegen die Niederlande statt. Mit 2:1 siegten die Gastgeber. Nach dem Ende der Apartheid und der erneuten Mitgliedschaft in der FIFA kam es am 7. Juli 1992 zum Neustart der südafrikanischen Nationalmannschaft. In Durban wurde Kamerun mit 1:0 besiegt.
Der Spitzname der Mannschaft und gleichzeitig Schlachtruf lautet Bafana Bafana. Dies ist der Zulu-Ausdruck für „Grüner Junge“. Der Begriff wurde anlässlich des Länderspiels gegen Kamerun 1992 vom Journalisten der Sowetan Newspaper, S'bu Mseleku, geprägt und spielte auf die Unerfahrenheit des damaligen Teams an.
Seit Anfang der 1990er Jahre gibt es auch eine Frauen-Nationalmannschaft.

### Erfolge
Die südafrikanische Nationalmannschaft gehört zu den spielstärksten des Kontinents. Schon bald nach dem Neuaufbau konnte die Mannschaft große Erfolge im internationalen Fußball erreichen:
- 1996 Afrika-Meister
- 1998 Teilnahme an der WM-Endrunde (als eines von fünf afrikanischen Teams)
- 2000 Teilnahme an den Olympischen Spielen
- 2002 Teilnahme an der WM-Endrunde (als eines von fünf afrikanischen Teams) – Details
- 2002 COSAFA-Cup-Sieger (Meisterschaft der Confederation of Southern African Football Associations)
- 2007 COSAFA-Cup-Sieger
- 2008 COSAFA-Cup-Sieger

1996 erreichte Südafrika mit Platz 16 die bisher höchste Position der FIFA-Weltrangliste. Seit 2002 stagniert die Nationalmannschaft jedoch, zum Teil ist die Entwicklung sogar rückläufig. Für die WM 2006 konnte sich Südafrika nicht qualifizieren.

### Ausrichter der WM 2010
Siehe Hauptartikel Fußball-Weltmeisterschaft 2010.
Die 19. Fußball-Weltmeisterschaft wurde vom 11. Juni bis zum 11. Juli 2010 in Südafrika ausgetragen. Südafrika versprach sich davon sowohl einen sportlichen wie wirtschaftlichen Entwicklungsschub. Im Hinblick auf die WM wurde als Trainer der Brasilianer Carlos Alberto Parreira verpflichtet.

## Vereinsfußball

### Premier Soccer League
Siehe Hauptartikel: Premier Soccer League.
In Südafrika gab es immer eine Vielzahl von regionalen Pokalwettbewerben, was sich bis heute erhalten hat.
Eine Meisterschaft wurde 1959 mit der National Professional Football League (NPFL, später NFL) eingeführt. An dieser Profiliga durften nur „weiße“ Mannschaften teilnehmen. Als Gegenpol wurde 1971 die National Professional Soccer League (NPSL), als „nicht-weiße“ Liga, gegründet. Nach der Isolation Südafrikas vom internationalen Fußballsport 1976 begannen Überlegungen, wie man „weiße“ und „schwarze“ Spieler zusammenführen konnte. Im September 1976 beschloss der South African Sports Council jeweils drei Spieler der „anderen Rasse“ in die Mannschaften zu integrieren, Dieses Konzept des sogenannten multinationalen Sports erlaubte damit auch das Spielen dieser Teams gegeneinander. Die NFL wurde noch bis 1977 durchgeführt, teilweise parallel zur 1971 gegründeten NPSL Castle League. Diese existierte bis 1984 und wurde ab 1985 als National Soccer League oder NSL Castle League weitergeführt. Seit 1996 spielen die Vereine in der NSL Castle Premiership.
Gegenwärtig spielen 16 Mannschaften in der höchsten Spielklasse, der ABSA Premiership. Die darunter liegende National First Division besteht auch aus sechzehn Vereinen. Die dritte Klasse, die Second Division (SAFA Vodacom Promotional League) ist in neun regionale Ligen unterteilt. Die Third Devision (SAFA Castle Regional League) wird in 25 regionalen Ligen gespielt. Darunter fungiert die Fourth Division als Meisterschaftssystem in den Distrikten.
Meister:
- 2015 Kaizer Chiefs
- 2014 Mamelodi Sundowns
- 2013 Kaizer Chiefs
- 2012 Orlando Pirates
- 2011 Orlando Pirates
- 2010 Supersport United
- 2009 Supersport United
- 2008 Supersport United
- 2007 Mamelodi Sundowns
- 2006 Mamelodi Sundowns
- 2005 Kaizer Chiefs
- 2004 Kaizer Chiefs
- 2003 Orlando Pirates
- 2002 Santos Kapstadt
- 2001 Orlando Pirates
- 2000 Mamelodi Sundowns
- 1999 Mamelodi Sundowns
- 1998 Mamelodi Sundowns
- 1997 Manning Rangers
- 1996 Wechsel Kalendersaison auf Herbst/Sommer-Rhythmus
- 1995 Cape Town Spurs
- 1994 Orlando Pirates
- 1993 Mamelodi United
- 1992 Kaizer Chiefs
- 1991 Kaizer Chiefs
- 1990 Mamelodi United
- 1989 Kaizer Chiefs
- 1988 Mamelodi United
- 1987 Jomo Cosmos
- 1986 Manning Rangers
- 1985 Bush Bucks FC
- 1984 Kaizer Chiefs
- 1983 Durban City
- 1982 Durban City
- 1981 Kaizer Chiefs
- 1980 Highlands Park
- 1979 Kaizer Chiefs
- 1978 Lusitano Club
- 1977 NPSL: Kaizer Chiefs; NFL: Highlands Park
- 1976 NPSL: Orlando Pirates; NFL: Cape Town City FC
- 1975 NPSL: Orlando Pirates; NFL: Highlands Park
- 1974 NPSL: Kaizer Chiefs; NFL: Arcadia Shepherds
- 1973 NPSL: Orlando Pirates; NFL: Cape Town City FC
- 1972 NPSL: AmaZulu Durban; NFL: Durban City
- 1971 NPSL: Orlando Pirates; NFL: Hellenic FC

2001 wurde eine Frauenspielklasse eingeführt. Es existieren neun regionale Ligen. Der Meister wird in einem Turnier der Regional-Sieger ermittelt.

### Internationaler Vereinsfußball
Seit 1993 nehmen die Vereinsmannschaften Südafrikas an den internationalen Clubwettbewerben des Afrikanischen Fußballverbandes teil. 1995 konnten die Orlando Pirates und 2016 die Mamelodi Sundowns jeweils die CAF Champions League und den CAF Super Cup gewinnen. 2001 wurden die Kaizer Chiefs Sieger im African Cup Winners’ Cup.

### Die Massenpanik im Ellis-Park-Stadion vom 11. April 2001
Am 11. April 2001 kam es beim Spiel der beiden beliebtesten Mannschaften, den Kaizer Chiefs und den Orlando Pirates im Ellis-Park-Stadion von Johannesburg zu einer Massenpanik, als in der völlig überfüllten Spielstätte eine Tribüne zusammenbrach und 43 Menschen ums Leben kamen. Grund war, dass es keinen Kartenvorverkauf gab und zu viele Leute zum Stadion angereist waren. Kurzerhand wurden einige Ordner vom Stadion abgezogen, um auf dem Parkplatz als Einweiser zu fungieren. Folglich konnten die Menschenmassen unkontrolliert ins Stadion gelangen, bis es schließlich zu dieser Tragödie kam.